# Maui (mitologia)
Nella mitologia polinesiana, Māui è un semidio che compie varie gesta epiche e soprannaturali narrate in migliaia di racconti in tutto il vasto territorio culturale della Polinesia. Secondo tali miti, egli arpionò il sole e lo tirò a sé avvicinandolo alla terra, portò il fuoco e la noce di cocco all'Uomo e pescò alcune delle nuove isole scoperte dagli antichi polinesiani, come Hawaii (circa nel 900) e Aotearoa (circa nel 1200). Māui fa parte dei Tupua o Kupua, un pantheon di semidei polinesiani.

## Il mito

### La nascita delle Hawaii
L'enorme amo di Maui è chiamato "Manaiakalani"; si narra che con questo amo, sul quale fu apposta come esca l'ala dell'uccello "ʻalae", Maui "pescò" le isole Hawaii.
Abbandonato mentre era ancora in fasce dalla madre Hina perché nato storpio, il piccolo Maui si mostrò subito un intraprendente "trickster" giacché, appena dopo l'abbandono, tornò nella dimora familiare a dormire fra i suoi numerosi fratellini, dopo aver abilmente ritrovato la via di casa. Dopo che si fu riaddormentato, il Destino lo fece diventare uno splendido bambino, al punto che, la madre, accortasi sia del ritorno del pargolo che del suo "miracoloso" cambiamento, lo riaccolse in casa.
Un giorno, mentre Maui era a pesca con i suoi fratelli, il suo amo si impigliò nel fondale marino. Disse invece ai suoi fratelli, per farsi beffe di loro, che aveva preso un pesce enorme ed aveva bisogno del loro aiuto: e così, essi cominciarono a tirare con tutte le loro forze. Intenti in questo sforzo non si accorsero che, mentre stavano tirando, dalle acque dell'oceano stava sorgendo un'isola. Maui ripeté questo scherzo più volte, creando le isole Hawaii (Tregear 1891:236).
Un'altra versione narra che Maui, accortosi di non avere esche per pescare, si amputò un orecchio, lo infilzò nell'amo e gettò la lenza nell'acqua. Dopo pochi istanti, essendosi accorto di aver catturato qualcosa, tirò con tutta la sua forza la lenza. Ma ad attenderlo non vi era un pesce, bensì le isole dell'arcipelago Hawaiano.
Questa versione del mito si collega al fatto che nella cultura delle suddette isole veniva tramandata, in tempi antichi, una concezione secondo la quale la Vita e la Terra derivino direttamente dall'acqua e che in ogni cosa creata ci sia presente una piccola parte "divina". In questo caso l'orecchio di Maui, che ha permesso la creazione-pescaggio delle isole Hawaii, rappresenta il frammentarsi del divino per creare la vita ed infondere in essa, allo stesso tempo, una minima parte perfetta e immortale, caratteristiche attribuibili solo agli dèi.

### Maui frena il Sole
Un'altra impresa di Maui fu quella di far rallentare il Sole. La madre Hina si lamentava perché il suo kapa (tipico abito hawaiano) non si asciugava in quanto il giorno era troppo corto. Allora Maui scalò la montagna Haleakalā (che significa "casa del Sole") e appena spuntarono i primi raggi solari, li legò con una corda, ricavata dai capelli di sua sorella (in alcune versioni, fatta con i suoi peli pubici). Il Sole, a questo punto, implorò Maui di lasciarlo libero e Maui acconsentì a patto che allungasse la durata dei giorni. Da allora i giorni sono più lunghi d'estate e più corti d'inverno (Pukui, Elbert, & Mookini 1974:36).

Secondo un'altra versione, Maui lanciò la corda per imprigionare il Sole dalla cima di un albero wiliwili (Beckwith 1970:230).

## Adattamenti
Nel 2016 i Walt Disney Animation Studios hanno prodotto un film intitolato Oceania, che si ispira al mito di Maui e nel quale figura la canzone "You're Welcome" che si ispira alla leggenda di Sina e Eel.

## Curiosità

Maui nella versione Disney

- L'isola di Maui è stata chiamata così per via della leggenda.
- La costellazione dello Scorpione è chiamata dai nativi l'amo di Maui.
- Maui è uno dei personaggi principali del film Disney Oceania, nel quale appare liberamente ispirato all'omonimo semidio della tradizione polinesiana: anche lui è stato abbandonato dai genitori e si è reso protagonista della nascita di molti fenomeni naturali e di forme di vita, motivato dalla volontà di aiutare gli uomini.
- Il mauisauro (Mauisaurus haasti), un genere estinto di rettile marino appartenente alla famiglia Elasmosauridae, prende il nome da Maui.